# Kirsti Biermann
Kirsti Biermann (ur. 2 sierpnia 1950 w Oslo) – norweska łyżwiarka szybka.
W 1968 Biermann uczestniczyła w zimowych igrzyskach olimpijskich w Grenoble. Brała wówczas udział w dwóch konkurencjach łyżwiarstwa szybkiego: biegu na 500 m (8. miejsce) i biegu na 1000 m (9. miejsce). W 1972 w Sapporo powróciła na igrzyska, biorąc udział w czterech konkurencjach łyżwiarstwa szybkiego: biegu na 500 m (17. miejsce), biegu na 1000 m (23. miejsce), biegu na 1500 m (23. miejsce) i biegu na 3000 m (20. miejsce).

## Rekordy życiowe
| Dystans | Czas    | Data           | Miejsce    |
| ------- | ------- | -------------- | ---------- |
| 500 m   | 45.10   | 1 lutego 1969  | Grenoble   |
| 1000 m  | 1:32.20 | 20 lutego 1971 | Inzell     |
| 1500 m  | 2:24.20 | 1 lutego 1969  | Grenoble   |
| 3000 m  | 5:13.70 | 28 lutego 1970 | West-Allis |
| Źródło: |         |                |            |